# عامل رهاسازی

پلی‌دی‌متیل‌سیلوکسان (PDMS) یک عامل رهاسازی معمول است.

عامل رهاسازی (یا عامل رهاسازی قالب، پوشش آزادکننده یا پوشش آزادساز قالب) (انگلیسی: Release agent) یک ماده شیمیایی است که برای جلوگیری از چسبیدن سطح مواد به سطحی دیگر (مثلاً سطوح قالب‌ها) از آن استفاده می‌شود. این می‌تواند راه حلی را در فرآیندهای شامل نچسبیدن به قالب در: رهاسازی قالب ریخته‌گری تحت فشار، رهاسازی پلاستیک، رهاسازی چسب، و رهاسازی تایر و نیز نچسبیدن مواد بسته‌بندی ارائه دهد.
عوامل رهاسازی، مانع لازم بین سطح قالب‌گیری و زیرلایه را فراهم می‌کنند و جداسازی مواد پخته شده را از قالب تسهیل می‌کنند. بدون وجود چنین مانعی، جدار و بستر قالب به سطح مواد می‌چسبد و منجر به دشواری تمیز کردن آن و کاهش چشمگیر راندمان تولید می‌شود. حتی زمانی که از یک عامل رهاسازی استفاده می‌شود، عواملی مانند کاربردهای نامنظم یا انتخاب نادرست عامل رهاسازی ممکن است تأثیر چشمگیری بر کیفیت و مرغوبیت نهایی محصول داشته باشد. انواع گوناگونی از عوامل آزاد کننده در دسترس است که مورد استفاده قرار می‌گیرند. آنها موم‌ها، استرهای چرب، سیلیکون‌ها و صابون‌های فلزی هستند.

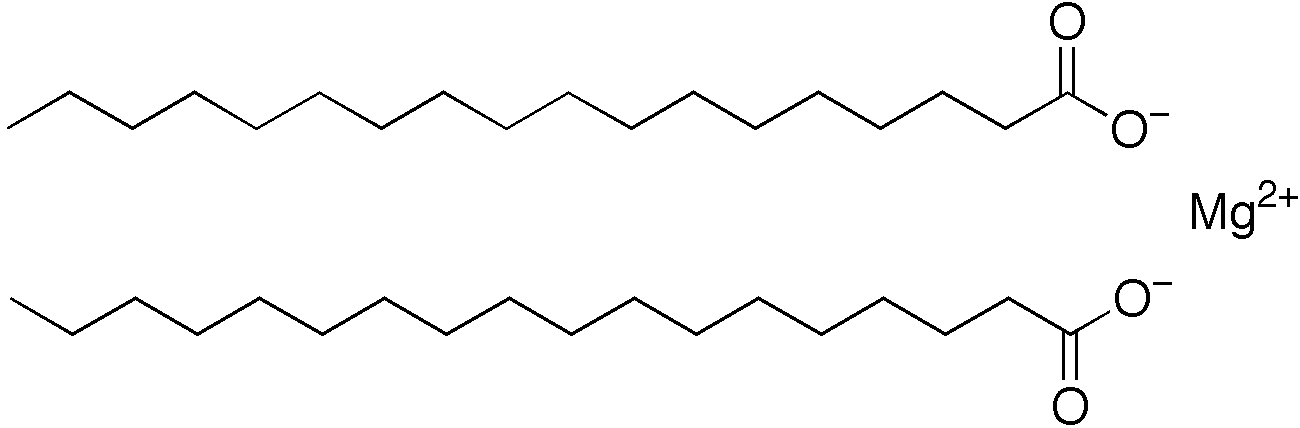
منیزیم استارات یک عامل رهاسازی است.